# Hymenochaete opaca
Hymenochaete opaca är en svampart som beskrevs av Burt 1918. Hymenochaete opaca ingår i släktet Hymenochaete och familjen Hymenochaetaceae.   Inga underarter finns listade i Catalogue of Life.